# 후지와라노 겐시 (994년)
후지와라노 켄시/키요코 (일본어: 藤原 妍子 ふじわら の けんし／きよこ[*], 994년 4월 (쇼랴쿠 5년 3월) - 1027년 10월 16일 (만쥬 4년 9월 14일))는 일본의 제 67대 천황 산조 천황의 중궁(황후)이다. 다른 칭호로는 비와도노 황태후(枇杷殿皇太后)이다.
후지와라노 미치나가의 차녀로, 어머니는 미나모토노 린시이다. 동복형제로는 요리미치, 노리미치, 죠토몬인 쇼시, 이시, 키시가 있다. 자녀로는 데이시 내친왕이 있다.
와카에 뛰어난 재능이 있어, 『신고킨와카슈』 이하의 칙찬 와카집에 8수가 등재되어있다. 문학 살롱을 형성하였으며, 시녀로는 센지 (필두시녀)이자 칙찬 가인인 야마토노 센지가 있다.

## 생애
간코 원년 (1004년) 11월에 정4위하, 나이시노카미에 임관했다. 같은 해 12월에 종3위에 올랐다. 간코 7년 (1010년) 1월에 종2위, 2월에 황태자 이야사다 친왕 (훗날의 산조 천황)에게 입궁했다. 간코 8년 (1011년)에 산조 천황이 즉위하고, 뇨고 선하를 받아 후지츠보노 뇨고(藤壺 女御)라 불렸다. 간코 9년 (1012년), 중궁에 책립되었다. 조와 5년 (1016년) 산조 천황이 양위를 했고, 간닌 원년 (1017년), 산조 천황이 붕어했다. 간닌 2년 (1018년), 황태후에 올랐다. 만쥬 4년 9월 14일 (1027년 10월 16일), 출가하였고, 이날 향년 34세의 나이로 사망했다.
이야사다 친왕 (훗날의 산조 천황)보다 18살이나 어리고, 부모 자식만큼의 나이차가 났다. 이야사다 친왕에게는 먼저 입궁해있던 세이시 (후지와라노 나리토키의 딸)와의 사이에 이미 4남을 뒀고, 겐시는 세이시 소생의 장남인 아츠아키라 왕과 동갑이었다. 겐시는 동궁비로서 입궁했을 때, 언니인 이치조 천황의 중궁 쇼시에게는 아츠히라 친왕 (고이치조 천황)과 아츠나가 친왕 (고스자쿠 천황)을 낳았으며, 순조롭게 이대로 간다면 미치나가가 머지않아서 천황의 외조부이자 섭정이 될 가능성이 농후했다. 하지만, 그 전에 미치나가는 그동안 관계가 약했던 동궁 이야사다 친왕에게 제2포석으로 겐시를 입궁시킨 것이다. 이듬해, 이치조 천황의 붕어로 산조 천황이 즉위하자, 이듬해 2월, 겐시는 중궁에 책봉되었고, 4월, 세이시는 황후에 책봉되었다.
하지만 조와 2년 (1013년), 겐시가 출산한 것은 딸 (데이시 내친왕, 훗날의 요메이몬인)이었다. 겐시에게서 황자가 태어났으면 미치나가와 산조 천황 사이의 관계 복원이 되었겠지만, 그것도 물거품이 되었고, 미치나가는 이 내친왕 탄생에 크게 언짢았다고 한다. 결국 그 후에도 황자는 태어나지 않았고, 산조 천황은 미치나가의 압박에 의해 양위하였고, 곧 붕어하였다. 겐시의 황자가 제위에 오를 가능성은 이것으로 없어졌고, 또 황후 세이시 소생의 아츠아키라 친왕이 산조 천황 사후 황태자 자리에서 물러나버린 일도 있어, 레이제이 천황 계통의 남자 황통은 완전히 단절되게 되었다 (다만, 여계는 데이시 내친왕을 거쳐 고산조 천황에게 계승되었다).
겐시는 미치나가의 딸들 중에서도 특히 아름답고, 또 겐시를 섬기는 뇨보들의 의상이 너무 사치스러워서, 오빠인 요리미치가 질책했다는 일화도 있어, 다소 화려한 것을 좋아하는 성격이었던 것 같다. 황태후라고는 하지만, 황자를 낳지 못한 그녀는 더 이상 정치 무대에 서지 못하게 도었다. 그 후 겐시는 외동딸 데이시 내친왕과 함께 산조 천황에게 받은 비와도노에서 살았고, 만쥬 4년 (1027년) 3월에 데이시 내친왕이 동궁 아츠나가 친왕 (훗날의 고스자쿠 천황)에게 입궁하는 것을 보고, 반년 후에 병으로 사망했다. 화려한 것을 좋아하던 나머지, 집안의 눈쌀을 찌푸리게 하기도 했던 겐시지만, 세상을 떠나기 직전에 몸을 깨끗히 씻고, 정식 수계를 마친 깨끗한 임종이었고, 미치나가는 막내딸 키시에 이은 둘째딸의 사망에 "늙은 부모를 두고 어디로 가느냐"며 울며 매달렸다고 전해진다.

## 관련 작품
- 빛나는 그대에게 (2024년, NHK대하드라마) - 배우 쿠라사와 안나[3] (배역명 키요코)

## 참고문헌
- 쿠라모토 카즈히로『三条天皇―心にもあらでうき世に長らへば―』미네르바서방, 2010년.